# ソン・ガン
ソン・ガン（朝: 송 강、漢: 宋 江、英: Song Kang、1994年4月23日 - ）は、韓国の俳優。京畿道水原市出身。

## 来歴
1994年、水原市に生まれる。父は器械体操選手で母はピアノ講師、兄弟は弟がいる。
レオナルド・ディカプリオに憧れ俳優を目指し、建国大学校の映像演劇学科に進学。アイドル練習生のスカウトを何度か受けるが俳優志望だったためすべて断り、オーディションを受け現在の事務所（Namoo Actors）に所属する。
2017年、『カノジョは噓を愛しすぎてる』で主人公の幼馴染役で俳優デビューし注目を集める。音楽番組のMCなども務め、2018年、SBS芸能大賞男子新人賞を受賞する。
2019年、Netflixオリジナルドラマ『恋するアプリ Love Alarm』で900倍のオーディションを勝ち抜き、ソノ役を演じると人気に火が付きブレイク。翌2020年、同じくNetflixオリジナルドラマ『Sweet Home〜俺と世界の絶望〜』に主演すると、海外10カ国1位、70カ国以上でTOP10入りをする大ヒットを記録し「Netflixの息子」と呼ばれるようになる。
2021年、『ナビレラ -それでも蝶は舞う-』ではバレエダンサー役に挑戦し、パク・イナンと23歳と70歳のバレエの師弟コンビによる青春ドラマを繰り広げた。
同年、『わかっていても』ではハン・ソヒと、2022年には『気象庁の人々: 社内恋愛は予測不能?!』でパク・ミニョンと主演を務め、ラブロマンスを演じた。
2023年、ソウルを皮切りに東京、ジャカルタ、クアラルンプール、シンガポール、バンコクのアジア6か国を回るファンミーティングを開催。
2024年4月2日、 陸軍現役として入隊し兵役に就いた。

## 出演

### ドラマ
主演作は太字
- カノジョは嘘を愛しすぎてる（2017年、tvN） - ペク・ジヌ 役[10]
- 今日、妻やめます～偽りの家族～（2017年、MBC） - キム・ウジュ 役[11]
- 真心が届く（2019年、tvN） - バイク便運転手 役（カメオ出演）
- 悪魔がお前の名前を呼ぶ時（2019年、tvN） - ルカ 役[12]
- 恋するアプリ Love Alarm（2019年、Netflix） - ファン・ソノ 役[13]
- Sweet Home〜俺と世界の絶望〜（2020年、Netflix） - チャ・ヒョンス 役[14]
- 恋するアプリ Love Alarm シーズン2（2021年、Netflix） - ファン・ソノ 役[15]
- ナビレラ -それでも蝶は舞う-（2021年、tvN） - イ・チェロク 役[16]
- わかっていても（2021年、JTBC） - パク・ジェオン 役[17]
- 気象庁の人々:社内恋愛は予測不能?!（2022年、JTBC）- イ・シウ 役[18]
- マイ・デーモン（2023年）

### 映画
- ビューティフル・ヴァンパイア（2018年） - イ・ソニョン 役

### バラエティ
- 人気歌謡（2018年、SBS） - MC[19]
- チャンネツアー（2018年、tvN） - メインキャスト[20]
- ハッピートゥゲザー3（2018年、KBS 2TV） - ゲスト[21]
- ヴィレッジサバイバル（2018 - 2019年、SBS） - メインキャスト
- 芸能ライブ（2021年、KBS2）- ゲスト[22]

### ミュージックビデオ
- 달콤한 여름밤(Sweet Summer)（2017） - The Ade
- 러브스토리(Love Story)（2017） - SURAN
- 이 번호로 전화해줘(Call me back)（2019） - VIBE

### 広告
- CARIN（2021年）[23]

## イベント
- 2021年「第33回 マイナビ 東京ガールズコレクション 2021 AUTUMN/WINTER」[24]

## その他活動

### 写真集
- 「Eyes On You」（2021年4月2日発売）[25]

### 雑誌
- 「Singles」2020年1月号[26]
- 「W」2020年4月号[27]
- 「ARENA HOMME+」2020年4月号[28]
- 「COSMOPOLITAN」2020年5月号[29]
- 「THE STAR」2020年5月号[30]
- 「ELLE」2021年2月号[31]
- 「VOGUE」韓国版2021年3月号[32]
- 「COSMOPOLITAN」2021年7月号[33][34]
- 「GQ」2021年7月号[35]
- 「marie claire」2021年9月号[36]
- 「韓国ぴあ」2021年10月号[37]

## 賞とノミネート

### 受賞
- 2021年「2021 ブランド顧客忠誠度大賞 最も影響力のある人物・俳優（ライジングスター）部門」[38]
- 2021年「第3回アジアコンテンツアワード 人気賞」（『Sweet Home〜俺と世界の絶望〜』）[39]

### ノミネート
- 2018年「SBS芸能大賞 男性新人賞」（『人気歌謡』『ヴィレッジサバイバル』）[40]
- 2021年「百想芸術大賞 TV部門新人俳優賞」（『Sweet Home〜俺と世界の絶望〜』）[41]